# Osebiți, Bacău
Osebiți este un sat în comuna Luizi-Călugăra din județul Bacău, Moldova, România.